# Michel Pâques
Michel Pâques, né le 2 juin 1959 à Visé, est un juriste et magistrat belge.

## Biographie

### Études
Michel Pâques obtient sa licence en droit summa cum laude en 1982 à l'université de Liège, en étant major de sa promotion. La même année, il devient assistant au sein de l'université.
En 1989, il devient docteur en Droit summa cum laude avec comme thèse "De l'acte unilatéral au contrat dans l'action administrative", dirigée par Paul Lewalle.

### Carrière professorale
En 1991, il est nommé professeur ordinaire à l'université de Liège puis, en 2008, devient professeur extraordinaire en raison de sa fonction de conseiller d'État. Il est doyen de la faculté de Droit de 2004 à 2008, pour deux mandats consécutifs. En 2024, il obtient l'éméritat.
Il y a notamment enseigné le droit administratif et le contentieux en la matière, mais aussi le droit de l'environnement, le droit public général ou le droit nucléaire.
Au cours de sa carrière, il est aussi professeur invité des universités de Paris Panthéon-Sorbonne, de Barcelone et de Lomé. Il occupe aussi la chaire Francqui à l'UCLouvain en mars 2020, sur les rapports entre la sécurité juridique et le droit administratif.

### Conseiller d'État
En avril 2008, Michel Pâques est admis à siéger dans la XIIIe chambre francophone de la section de contentieux du Conseil d'État.
En septembre 2018, il quitte l'institution pour intégrer la Cour constitutionnelle.

### Juge à la Cour constitutionnelle
Par arrêté royal du 9 septembre 2018, il est nommé juge à la Cour constitutionnelle. Il prête serment devant le roi Philippe le 18 septembre 2018, puis fut solennellement reçu le 8 novembre.

## Distinctions
- Commandeur de l'ordre de Léopold
- Grand officier de l'ordre de Léopold II

Michel Pâques est aussi membre de l'Association internationale de droit de l'urbanisme (AIDRU), dont il est vice-président, et de l’Association belge francophone pour le droit de l’aménagement du territoire, de l’urbanisme et de l’environnement (ABeFDATU), dont il est membre du conseil d'administration.